# Робъртс (окръг, Южна Дакота)
Вижте пояснителната страница за други значения на Робъртс.
Окръг Робъртс (на английски: Roberts County) е окръг в щата Южна Дакота, Съединени американски щати. Площта му е 2941 km², а населението - 10 278 души (2017). Административен център е град Сиситън.